# کنگارا برندس
کنگارا برندس (انگلیسی: Conagra Brands) شرکت صنایع غذایی آمریکایی است، که در سال ۱۹۱۹ تأسیس شد.